# Amy Adams
Amy Lou Adams (Vicenza, 1974. augusztus 20. –) kétszeresen Golden Globe-díjas amerikai színésznő.
Az 1990-es évek vége óta több mint 50 filmes és televíziós szerepben szerepelt, főleg vígjátékokban. Hírnevet elsősorban az ártatlan, naiv karakterek megformálása révén szerzett olyan játékfilmekben, mint a June Beetle (2005), a Bűbáj (2007). Hollywood egyik legjobban kereső színésznője lett, akit hatszor jelölték Oscar-díjra. 2014-ben és 2015-ben Golden Globe-díjat nyert az Amerikai botrány és a Nagy szemek című játékfilmekben nyújtott főszerepeiért.

## Fiatalkora
Adams az olaszországi Vicenzában született Kathryn és Richard Adams amerikai szülőktől, mialatt apja ott szolgált katonaként. Hat testvér mellett nőtt fel Castle Rockban, Colorado államban. 
A Douglas Megyei Középiskolában tanult, ahol megmutatkozott szereplési vágya, de akkor még a kórusban énekelt, és emellett főleg a tánc foglalkoztatta. Balerinának készült, karcsú, törékeny alkata miatt sokáig cseppet sem gondolta magát vonzónak, így eszébe sem jutott, hogy színésznő legyen. Egyedül a zene és a tánc volt képes felszabadítani a gátlásait. Az Utolsó Napok Szentjeinek vallásában nevelkedett, de családja hátrahagyta az egyházat, miután Adams szülei elváltak, mikor a színésznő tizenegy éves volt. Ezután az édesanyjával Atlantába költözött és egy táncszínház tagja lett.
Egy étterem-színházban dolgozott Chanhassenben, Minnesota államban, mikor egy filmproducer felfedezte őt. Röviddel ezután szerepet kapott első filmjében, a Szépségtépő versenyben. 25 évesen Los Angeles mellett döntött, és az addig puritán életet élő, kisvárosi lányt elvarázsolta Kalifornia.

## Pályafutása
Eleinte több játékfilm és televíziós sorozat egy-egy kis szerepében tűnt fel. A kiugrást 2000-ben a Kegyetlen játékok 2. hozta meg számára, majd 2002-ben következett a Kapj el, ha tudsz. 2005-ben a Junebug című filmben nyújtott alakítása révén felfigyelt rá a kritika. Játékáért elnyerte a zsűri különdíját a Sundance Filmfesztiválon, továbbá a Filmkritikusok Országos Társasága és az Independent Spirit Awards legjobb női mellékszereplőnek járó elismerését. Jelölték a Filmszínészek Szövetsége díjára és Oscar-díjra is. Az Akadémia 2006-ban meghívta tagjai közé.
2007-ben  a Walt Disney Pictures zenés szerelmi története, a Bűbáj főszerepét játszotta el. Egy hercegnőt alakít, aki a rajzolt világból New York valójába csöppen. A filmre komoly érdeklődés mutatkozott Hálaadás-hétvégi bemutatójakor, s a kritikusok is szinte egyöntetűen éltették a produkciót, kiváltképp Adams alakítását. Párhuzamot vontak a film a karrierjére mért hatása, illetve a Mary Poppins és Julie Andrews esete között. A szerep Golden Globe-jelölést hozott Adams számára, míg a 2008-as Kétely című filmért Golden Globe-ra, Screen Actors Guild-díjra, BAFTA-díj-ra és Oscarra is jelölték. 
A 2010-es esztendő A harcos című életrajzi sportdráma bemutatásával meghozta harmadik Oscar-jelölését. Az Éjszaka a múzeumban 2. rendezője, Shawn Levy korunk legnagyobb színésznőjének nevezte. A Muppets című filmben énektudását is megmutatta. 2012-ben a The Master kicsi, de annál jelentősebb mellékszerepe meghozta neki a negyedik Oscar-jelölést. A 2013-as évben három filmjét is bemutatták: ezek között ott volt az új Superman-franchise első darabja, Az acélember, Spike Jonze romantikus sci-fije, A nő és A harcos rendezőjének, David O. Russellnek az új mozija, az Amerikai botrány is. Az utóbbi film szélhámosnőjének eljátszásáért Adams megkapta első Golden Globe-díját és főszereplői Oscar-jelölését.
Színpadi színésznőként is aktív, 2012 nyarán New York Central Parkjának szabadtéri színpadán Shakespeare-t játszott és azóta is számos darabban feltűnt.

## Magánélete
2002 óta Darren Le Gallo színész párja. 2008-ban összeházasodtak, két év múlva megszületett kislányuk, Aviana Olea.

## Filmográfia

### Film
| Év   | Magyar cím                                 | Eredeti cím                                       | Szerep                  | Magyar hang        |
| ---- | ------------------------------------------ | ------------------------------------------------- | ----------------------- | ------------------ |
| 1999 | Szépségtépő verseny                        | Drop Dead Gorgeous                                | Leslie Miller           | Vadász Bea         |
| 2000 | Tengerparti diliparti                      | Psycho Beach Party                                | Marvel Ann              | Vadász Bea         |
| 2001 | Kegyetlen játékok 2.                       | Cruel Intentions 2                                | Kathryn Merteuil        | Major Melinda      |
| 2002 |                                            | The Slaughter Rule                                | Doreen                  |                    |
| 2002 | Kapj el, ha tudsz                          | Catch Me If You Can                               | Brenda Strong           | Ruttkay Laura      |
| 2002 | Pereld a nőt!                              | Serving Sara                                      | Kate                    | Törtei Tünde       |
| 2002 | Tökfej                                     | Pumpkin                                           | Alex                    |                    |
| 2004 |                                            | The Last Run                                      | Alexis                  |                    |
| 2005 | Lagzi-randi                                | The Wedding Date                                  | Amy Ellis               | Sánta Annamária    |
| 2005 | Ásó, kapa, vadkaland                       | Standing Still                                    | Elise                   | Haffner Anikó      |
| 2005 |                                            | Junebug                                           | Ashley Johnsten         |                    |
| 2006 | Taplógáz: Ricky Bobby legendája            | Talladega Nights: The Ballad of Ricky Bobby       | Susan                   | Ruttkay Laura      |
| 2006 | Csapd le Chip-et                           | Fast Track                                        | Abby March              | Mezei Kitty        |
| 2006 | Tenacious D, avagy a kerek rockerek        | Tenacious D in The Pick of Destiny                | dögös nő                |                    |
| 2007 | Ultrakopó                                  | Underdog                                          | Polly (hangja)          | Böhm Anita         |
| 2007 | Bűbáj                                      | Enchanted                                         | Giselle                 | Vágó Bernadett     |
| 2007 | Charlie Wilson háborúja                    | Charlie Wilson's War                              | Bonnie Bach             | Ruttkay Laura      |
| 2008 | Tiszta napfény                             | Sunshine Cleaning                                 | Rose Lorkowski          | Ruttkay Laura      |
| 2008 | Miss Pettigrew nagy napja                  | Miss Pettigrew Lives for a Day                    | Delysia Lafosse         | Ruttkay Laura      |
| 2008 | Kétely                                     | Doubt                                             | James nővér             | Major Melinda      |
| 2009 | Éjszaka a múzeumban 2.                     | Night at the Museum II: Battle of the Smithsonian | Amelia Earhart / Tess   | Bogdányi Titanilla |
| 2009 | Julie és Julia – Két nő, egy recept        | Julie & Julia                                     | Julie Powell            | Major Melinda      |
| 2009 |                                            | Moonlight Serenade                                | Chloe                   |                    |
| 2010 | Szökőhév                                   | Leap Year                                         | Anna Brady              | Major Melinda      |
| 2010 | Szerelem és bizalmatlanság                 | Love & Distrust                                   | Charlotte Brown         |                    |
| 2010 | A harcos                                   | The Fighter                                       | Charlene Fleming        | Bánfalvi Eszter    |
| 2011 | Muppets                                    | The Muppets                                       | Mary                    | Vágó Bernadett     |
| 2012 | Úton                                       | On the Road                                       | Jane Lee / Joan Vollmer | Kovács Patrícia    |
| 2012 | The Master                                 | The Master                                        | Peggy Dodd              | Ruttkay Laura      |
| 2012 | Az utolsó csavar                           | Trouble with the Curve                            | Mickey Lobel            | Ruttkay Laura      |
| 2013 | Az acélember                               | Man of Steel                                      | Lois Lane               | Ruttkay Laura      |
| 2013 | A nő                                       | Her                                               | Amy                     | Ruttkay Laura      |
| 2013 | Amerikai botrány                           | American Hustle                                   | Sydney Prosser          | Bánfalvi Eszter    |
| 2014 | Altatódal                                  | Lullaby                                           | Emily                   | Bogdányi Titanilla |
| 2014 | Nagy szemek                                | Big Eyes                                          | Margaret Keane          | Ruttkay Laura      |
| 2016 | Batman Superman ellen – Az igazság hajnala | Batman v Superman: Dawn of Justice                | Lois Lane               | Ruttkay Laura      |
| 2016 | Érkezés                                    | Arrival                                           | Dr. Louise Banks        | Ruttkay Laura      |
| 2016 | Éjszakai ragadozók                         | Nocturnal Animals                                 | Susan Morrow            | Ruttkay Laura      |
| 2017 | Az Igazság Ligája                          | Justice League                                    | Lois Lane               | Ruttkay Laura      |
| 2018 | Alelnök                                    | Vice                                              | Lynne Cheney            | Ruttkay Laura      |
| 2020 | Vidéki ballada az amerikai álomról         | Hilbilly Elegy                                    | Bev Vance               | Ruttkay Laura      |
| 2021 | Zack Snyder: Az Igazság Ligája             | Zack Snyder's Justice League                      | Lois Lane               | Ruttkay Laura      |
| 2021 | Nő az ablakban                             | The Woman in the Window                           | Dr. Anna Fox            | Ruttkay Laura      |
| 2021 | Kedves Evan Hansen                         | Dear Evan Hansen                                  | Cynthia Murphy          |                    |
| 2022 | Bűbáj 2. – Kiábrándulva                    | Disenchanted                                      | Giselle                 | Vágó Bernadett     |
| 2024 | Éjszakai szuka                             | Nightbitch                                        | anya                    |                    |

### Televízió
| Év        | Magyar cím                  | Eredeti cím                | Szerep                               | Megjegyzések                                               |
| --------- | --------------------------- | -------------------------- | ------------------------------------ | ---------------------------------------------------------- |
| 2000      | Azok a 70-es évek show      | That '70s Show             | Kat Peterson                         | 1 epizód                                                   |
| 2000      | Bűbájos boszorkák           | Charmed                    | Maggie Murphy                        | 1 epizód                                                   |
| 2000      |                             | Zoe, Duncan, Jack and Jane | Dinah                                | 1 epizód                                                   |
| 2000      |                             | Providence                 | Becka                                | 1 epizód                                                   |
| 2000      | Buffy, a vámpírok réme      | Buffy the Vampire Slayer   | Beth Maclay                          | 1 epizód                                                   |
| 2001      | Smallville                  | Smallville                 | Jodi Melville                        | 1 epizód                                                   |
| 2002      | Az elnök emberei            | The West Wing              | Cathy                                | 1 epizód                                                   |
| 2004      | Texas királyai              | King of the Hill           | Misty / Merilynn / Sunshine (hangja) | 2 epizód                                                   |
| 2004      | Dr. Vegas – A szerencsedoki | Dr. Vegas                  | Alice Doherty                        | 5 epizód                                                   |
| 2005−2006 | Office                      | The Office                 | Katy                                 | 3 epizód                                                   |
| 2008–2014 | Saturday Night Live         | Saturday Night Live        | önmaga / házigazda                   | 2 epizód                                                   |
| 2011      | Szezám utca                 | Sesame Street              | önmaga                               | 1 epizód                                                   |
| 2018      | Éles tárgyak                | Sharp Objects              | Camille Preaker                      | - 8 epizód - vezető producer - magyar hangja Ruttkay Laura |

### Videóklipek
| Év   | Előadó              | Cím         | Szerep             |
| ---- | ------------------- | ----------- | ------------------ |
| 2008 | The Lonely Island   | "Hero Song" | veszélyben lévő nő |
| 2020 | Gal Gadot & Friends | "Imagine"   | önmaga             |

## Fontosabb díjak és jelölések
Junebug (2005)
- jelölés: Oscar-díj: legjobb női mellékszereplő
- díj: Independent Spirit Award: legjobb női mellékszereplő
- díj: Gotham Award: díj az áttörésért
- díj: Sundance Filmfesztivál: a zsűri különdíja

Bűbáj (2007)
- jelölés: Golden Globe-díj: legjobb női főszereplő (vígjáték / musical)
- díj: Szaturnusz-díj: Legjobb női főszereplő

Kétely (2008)
- jelölés: Oscar-díj: legjobb női mellékszereplő
- jelölés: BAFTA-díj: legjobb női mellékszereplő
- jelölés: Golden Globe-díj: legjobb női mellékszereplő

A harcos (2010)
- jelölés: Oscar-díj: legjobb női mellékszereplő
- jelölés: BAFTA-díj: legjobb női mellékszereplő
- jelölés: Golden Globe-díj: legjobb női mellékszereplő

The Master (2012)
- jelölés: Oscar-díj: legjobb női mellékszereplő
- jelölés: BAFTA-díj: legjobb női mellékszereplő
- jelölés: Golden Globe-díj: legjobb női mellékszereplő

Amerikai botrány (2013)
- jelölés: Oscar-díj: legjobb női főszereplő
- díj: Golden Globe-díj: legjobb női főszereplő (vígjáték / musical)
- jelölés: BAFTA-díj: legjobb női főszereplő

Nagy szemek (2014)
- díj: Golden Globe-díj: legjobb női főszereplő (vígjáték / musical)
- jelölés: BAFTA-díj: legjobb női főszereplő

Érkezés (2016)
- jelölés: Golden Globe-díj: legjobb női főszereplő (filmdráma)
- jelölés: BAFTA-díj: legjobb női főszereplő
- jelölés: Szaturnusz-díj: legjobb női főszereplő

Alelnök (2018)
- jelölés: Oscar-díj: legjobb női mellékszereplő
- jelölés: BAFTA-díj: legjobb női mellékszereplő
- jelölés: Golden Globe-díj: legjobb női mellékszereplő

Éles tárgyak (2018)
- jelölés: Golden Globe-díj: legjobb női főszereplő (televíziós minisorozat vagy tévéfilm)
- jelölés: Primetime Emmy-díj: legjobb női főszereplő (televíziós minisorozat vagy tévéfilm)
- jelölés: Primetime Emmy-díj: legjobb minisorozat

Éjszakai szuka (2024)
- jelölés: Golden Globe-díj: legjobb női főszereplő (vígjáték / musical)

## Fordítás
- Ez a szócikk részben vagy egészben  az   Amy Adams című angol Wikipédia-szócikk fordításán alapul.  Az eredeti cikk szerkesztőit annak laptörténete sorolja fel. Ez a jelzés csupán a megfogalmazás eredetét és a szerzői jogokat jelzi, nem szolgál a cikkben szereplő információk forrásmegjelöléseként.
- Ez a szócikk részben vagy egészben  a   List of Amy Adams performances című angol Wikipédia-szócikk fordításán alapul.  Az eredeti cikk szerkesztőit annak laptörténete sorolja fel. Ez a jelzés csupán a megfogalmazás eredetét és a szerzői jogokat jelzi, nem szolgál a cikkben szereplő információk forrásmegjelöléseként.